# Raadhuis van Schoorl
Het raadhuis van het Noord-Hollandse dorp Schoorl werd rond 1601 voor de raad van Schoorl gebouwd en heeft dienstgedaan tot 1901. In 1901 werd in een naastgelegen stuk bos een nieuw raadhuis gebouwd, dat slechts 60 jaar dienst zou doen. Het oude raadhuis ging in 1931 over in handen van de Vereniging Hendrick de Keyser, onder voorwaarde dat deze het pand een paar meter verplaatste zodat de Duinweg verbreed kon worden. De vereniging heeft het pand toen steen voor steen afgebroken en opnieuw opgebouwd.

## Exterieur
Het pand is volgens een gevelsteen in 1601 gebouwd. De volledig uit bakstenen opgemetselde voorgevel is vormgegeven als een topgevel voorzien van voluten en consoles.

## Interieur
Het raadhuisje bestaat uit slechts één ruimte, de raadzaal, en een portaal. In deze raadzaal werd ook recht gesproken. In 1800 werd in de raadzaal een Zaanse schouw geplaatst.

## Trivia
- Voor het pand is een beeld van Jan van Scorel geplaatst, het beeld is van de hand van Elly Baltus.